# Šplhavnice
Šplhavnice (Epipremnum) je rod rostlin z čeledi áronovitých (Araceae). Zahrnuje asi 20 druhů mohutných lián, rozšířených v tropické Asii a Austrálii. Mladé formy šplhavnice zlaté s panašovanými listy se pěstují jako pokojové rostliny, často pod nesprávným názvem potos nebo scindapsus.

## Popis

Poupata (b, c) a květenství (d) šplhavnice zlaté; na obr. e detail palice s mnoha samičími květy, na obr. f žlutými šipkami vyznačeny tyčinky samčích květů.

Šplhavnice jsou mohutné liány s dřevnatými, větvenými stonky kořenícími v zemi. Listy jsou střídavé, dvouřadě rozložené, dlouze řapíkaté, s celistvou nebo zpeřeně laločnatou čepelí. Výjimečně je čepel na ploše podél středního žebra drobně děrovaná. Žilnatina je zpeřená. Palicovitá květenství jsou podepřena opadavým toulcem vejčitého tvaru a jsou krátce stopkatá. Květy jsou oboupohlavné, někdy jsou nejspodnější květy v květenství samičí. Tyčinky jsou 4 a jsou volné. V semeníku je jediná komůrka, obsahující obvykle 2 (výjimečně více, až 8) vajíčka. Plody jsou drobné a obsahují 1 až 8 ledvinovitých hladkých semen.

## Juvenilní formy

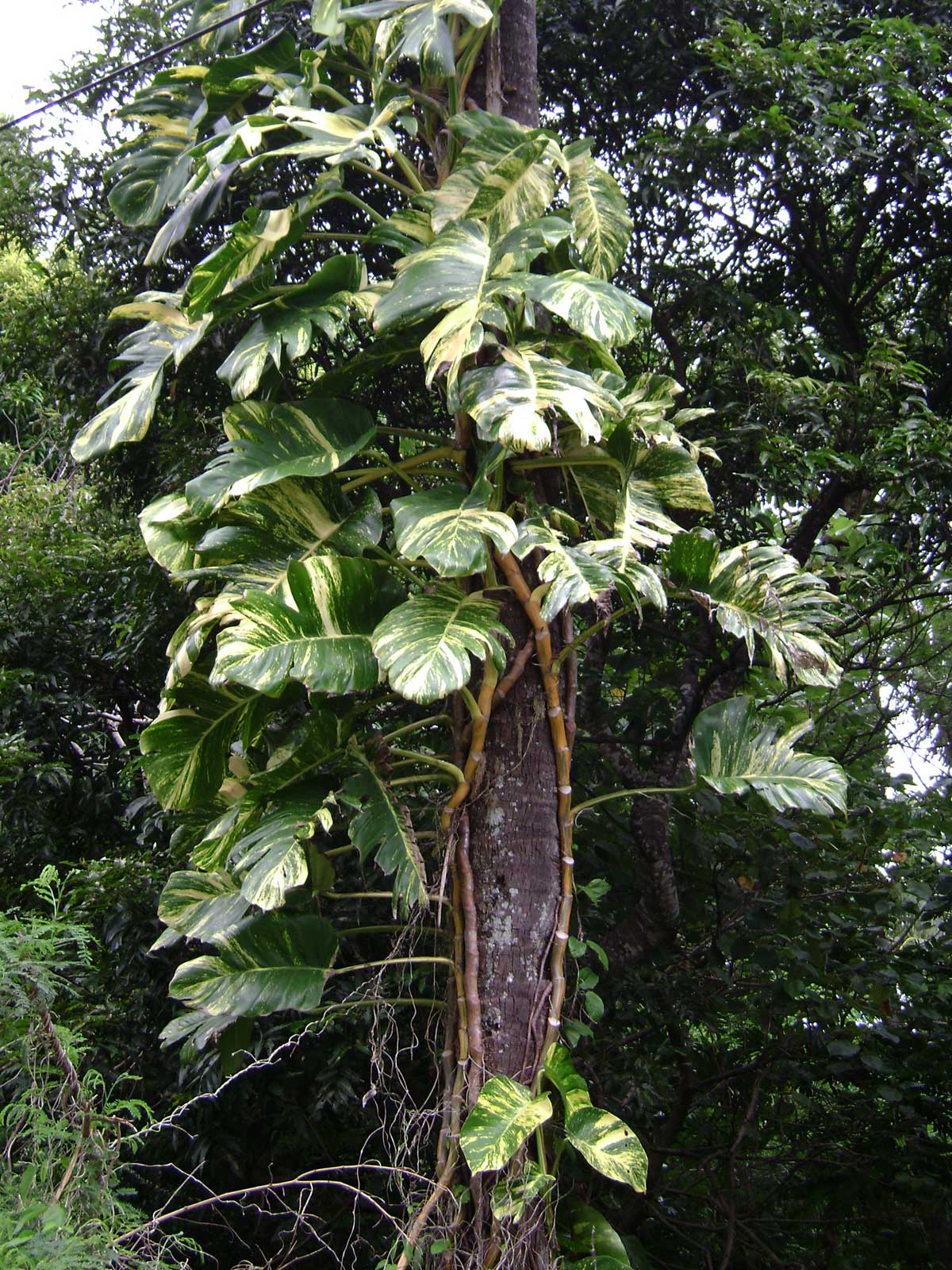
Dospělá forma šplhavnice skvrnité

Šplhavnice mají dvě výrazně odlišné formy. Juvenilní forma má bylinný stonek a celkem malé listy, známé u pěstované formy šplhavnice zlaté. Dospělá forma je naproti tomu mohutná dřevnatá liána dosahující v případě šplhavnice skvrnité délky až 15 metrů a tloušťky stonku až 4 cm. Čepele listů jsou až 90 cm dlouhé, s až 60 cm dlouhým řapíkem. Dospělá forma se objevuje pouze u rostlin vysazených venku v tropických zemích, při pěstování v květináči zůstávají rostliny juvenilní.

## Rozšíření
Rod šplhavnice zahrnuje 20 druhů. Je rozšířen od severovýchodní Indie po japonské ostrovy Rjúkjú, Austrálii a Tichomořské ostrovy. Vyskytuje se též na Srí Lance. Největší areál rozšíření má šplhavnice skvrnitá (E. pinnatum).
Šplhavnice rostou ve vlhkých tropických deštných lesích, kde rostou jako vysoko šplhající hemiepifyty pnoucí se po stromech či skalách.

## Taxonomická historie
Taxonomické zařazení šplhavnice zlaté má dlouhou historii. Poprvé byla popsána na základě sterilního juvenilního (nedospělého) materiálu v roce 1880 jako Pothos aureus. Později byla rovněž na základě juvenilního materiálu v roce 1908 přeřazena do rodu Scindapsus. Až v roce 1962 byly nalezeny první kvetoucí exempláře a podle znaků v semeníku mohl být tento druh zařazen do rodu Epipremnum. Mezitím se v roce 1963 ocitl též v rodu Rhaphidophora. V roce 1978 byly morfologické rozdíly mezi druhy Epipremnum pinnatum a E. aureum shledány ne dost podstatnými, oba druhy byly sloučeny do druhu E. pinnatum a druh E. aureum byl nadále veden jen jako kultivar, Epipremnum pinnatum 'Aureum'. V současné taxonomii jsou oba druhy uznávány jako samostatné.
Navzdory tomu, že byla šplhavnice zařazena do rodu Epipremnum již v 60. letech 20. století, se stále udržuje starý název potos či scindapsus.

## Zástupci
- šplhavnice skvrnitá (Epipremnum pinnatum)
- šplhavnice zlatá (Epipremnum aureum)

## Význam a pěstování
Mladé (juvenilní) formy šplhavnice zlaté (Epipremnum aureum) jsou pěstovány jako nenáročné popínavé pokojové rostliny ozdobné listem. Jejich výhony mohou dosáhnout až několikametrové délky. Mají rády jasné rozptýlené světlo, snáší však dobře i horší světelné podmínky, prospívají dokonce i při umělém osvětlení, naopak v zimě snesou i přímé slunce. Zálivku vyžadují mírnou, v příliš mokrém prostředí hrozí poškození kořenů a opadání listů. Je vhodné je pěstovat v prostředí s vyšší vzdušnou vlhkostí. Teplota by neměla klesnout pod 10 °C.
Rozmnožují se vegetativně, řízky, jež je možno odebrat z kteréhokoli místa stonku, nejlepší jsou však řízky vrcholové.
Šplhavnice zlatá i šplhavnice skvrnitá náležejí v některých oblastech tropů a subtropů k invazním druhům, např. na Floridě. Ve vhodném prostředí se rychle rozrůstají, dusí vegetaci včetně stromů a není snadné je vykořenit.